# Оболенский, Владимир Андреевич (политик)
Князь Влади́мир Андре́евич Оболе́нский (19 ноября 1869, Санкт-Петербург — 11 апреля 1950, Бюсси-ан-От, Франция) — общественный деятель, кадет, депутат Государственной думы I созыва от Таврической губернии.

## Биография
Владимир Оболенский родился в городе Санкт-Петербурге в семье действительного статского советника, князя Андрея Васильевича Оболенского (1825—1875), сына героя войны 1812 года В. П. Оболенского. Мать — Александра Алексеевна урождённая Дьякова (1831—1890), основательница одной из первых частных гимназий для девочек в России. После смерти отца опекуном Оболенского был В. А. Арцимович.

### Образование
В 1887 году В. А. Оболенский окончил частную гимназию Гуревича и поступил на естественное отделение физико-математического факультета Санкт-Петербургского университета, которое окончил в 1891 г. Во время учёбы в университете участвовал в либеральном студенческом движении. Был дружен с А. Н. Потресовым и близок с П. Б. Струве, М. И. Туган-Барановским, С. Ф. Ольденбургом. В 1891 году поступил на Юридический факультет, но оставил учёбу. В 1892—1893 годах слушал лекции в Берлинском университете.

### Служба и общественная деятельность
В 1893 году поступил в Министерство земледелия и государственных имуществ, где служил в отделе сельской экономики и сельскохозяйственной статистики, участвовал в работе по оказанию помощи голодающим. Начал свою деятельность земского статистика в Смоленской губернии. С 1896 года служил земским статистиком в Псковской губернии, затем заведующим статистическим бюро Орловской губернской земской управы. В 1903 году был выбран гласным Ялтинского уездного земства и Таврического губернского земского собрания.

### Политическая деятельность
В 1904 г. вступил в Союз освобождения, за что по решению Министерства внутренних дел был уволен от должности гласного губернского земства. Член Конституционно-демократической партии с момента её образования в 1905, с 1906 председатель её Таврического губернского комитета, создатель и редактор газеты «Жизнь Крыма».

### Член Государственной Думы
26 марта 1906 избран в Государственную думу I созыва от общего состава выборщиков Таврического губернского избирательного собрания.
10 июля 1906 года в г. Выборге подписал «Выборгское воззвание». В декабре 1907 г. привлекался к суду, выслан из Крыма на 2 года, ссылку отбывал в Финляндии вместе с семьей. Одновременно на процессе по делу о «Выборгском воззвании» осуждён по ст. 129, ч. 1, п. п. 51 и 3 Уголовного Уложения на три месяца тюремного заключения и лишён избирательных прав.

### Масон
17 февраля 1908 года прошёл масонское посвящение в ложе «Возрождение», при её основании. Был вторым стражем в ложе. Ложа работала под юрисдикцией Великого востока Франции. В 1913—1916 годах член ВВНР (Санкт-Петербург). Член ложи «Никонова» (Санкт-Петербург) и «Независимой русской ложи» (Париж).

### Политическая и общественная деятельность
С 1910 член ЦК партии кадетов, принадлежал к её радикальному крылу. Несколько лет был товарищем председателя Петербургского комитета кадетов.
В 1914—1915 годах заведовал санитарным отрядом Всероссийского союза городов, с 1915 году работал в Петроградском комитете Земгора. В 1916-17 председатель Петроградского комитета Союза городов.

### Между февралём и октябрём 1917 года
К Февральской революции отнёсся настороженно: 

…хорошего мы от неё не ждали, а потому с первого же дня… всячески старались препятствовать «углублению революции»… К тому же мы принадлежали к поколению, уже пережившему одну революцию, а с нею вместе и свои революционные иллюзии
 Однако являясь по своим взглядам республиканцем, уже 28 февраля Оболенский считал неправильным бороться за сохранение конституционной монархии. С марта секретарь ЦК партии кадетов. Был возмущён принятым Петроградским Советом 1 марта Приказом № 1 по Петроградскому гарнизону, разрушавшим, по его мнению, в армии дисциплину, без которой невозможно ведение войны. В апреле читал лекции по общественно-политическим вопросам на курсах, организованных кадетской партией. После Апрельского кризиса голосовал в ЦК за участие кадетов в коалиционном правительстве при условии «полной независимости правительства от Совета рабочих и солдатских депутатов (РСД)». В июле избран гласным петроградской Городской думы. С августа 1917-го редактор кадетской газеты «Свободный Народ». 12 — 15 августа 1917 г. участник Московского Государственного совещания. На нём вместе с В. Д. Набоковым и другими левыми кадетами выступал за поддержку Временного правительства и укрепление его независимой от Совета РСД позиции, возражал лидеру партии П. Н. Милюкову, искавшему союза с генералом Л. Г. Корниловым и готовому порвать связи с социалистическими партиями. Был в числе представителей кадетов в Предпарламенте, хотя считал его «суррогатом народного представительства»: «Для нас было ясно, что никакая новая говорильня не может укрепить власть в такой момент, когда не общественного мнения, а одна только физическая сила приобретала решающее значение». Выдвигался кандидатом в члены Учредительного Собрания от Псковской губернии и от Таврической губернии. Избран не был.

### После Октябрьской революции
Принципиальный противник Октябрьского переворота. В ночь на 26 октября 1917 года избран от кадетской фракции Петроградской городской думы членом Комитета спасения Родины и Революции. Активно выступал против большевиков, осуществлял связь ЦК партии кадетов с ЦК партии эсеров. 15 декабря 1917 года уехал в Крым, где продолжил борьбу против Советской власти, выступая за «воссоздание единой России». Председатель Земской управы Таврической губернии при правительствах М. А. Сулькевича, С. С. Крыма и генерала А. И. Деникина. Во время суда над большевичкой Евгенией Багатурьянц поручительствовал за неё. С ноября 1920 года в эмиграции.

### Эмиграция
Жил в Париже, работал в Российском Земско-Городском комитете помощи русским гражданам за границей. Занимался журналистикой: писал для «Последних новостей». Автор мемуаров. Последние годы жил с семьей сына Льва в Ла-Фавьере возле Ниццы. Князю приходилось заниматься разными работами: он помогал жене в уборке помещений, обслуживал пансион для приезжих русских отпускников, заменял сына Лёву в его бакалейной лавочке и крошечном кафе «У Леона». После Второй мировой войны он участвовал в выработке платформы «Союза борьбы за свободу России». Перебравшись ближе к Покровскому монастырю в Бюси-aн-От в Бургундии, он писал там статьи в парижские русские газеты и журналы, а иногда оттуда наезжал в Париж, в «клуб стариков», чтобы повидать П. Б. Струве, П. П. Юренева, В. Н. Челищева.
Согласно его желанию князь В. А. Оболенский похоронен рядом с могилой жены на местном кладбище коммуны Борм-ле-Мимоза, расположенной на юго-востоке Франции в регионе Прованс — Альпы — Лазурный Берег
Автор мемуаров

## Семья
- Жена — Ольга Владимировна, урождённая Винберг (1869—1938), дочь В. К. Винберга, депутата IV Государственной Думы, была арестована в 21 сентября 1921 г. «за попытку выехать за границу без разрешения», отправлена в Москву в Лефортовскую тюрьму, освобождена 12 мая 1922 по подписку о невыезде. Эмигрировала к мужу во Францию в 1925 году[16]. Дети[17]:
  - Дочь — Александра (в монашестве Бландина; 1897—1979) — активная участница Русского студенческого христианского движения с момента его возникновения. Приняла постриг в 1937 году. В 1938 году вместе с игуменьей Евдокией (Мещеряковой) и монахиней Феодосией (Соломянской) основала женскую монашескую общину в Муазене в 50 км от Парижа. В 1946 году община переехала в Бюсси-ан-От (Бургундия), где основала Покровский женский монастырь[18].
  - Дочь — Ирина (в замужестве Зандрок; 1898—1987)
  - Сын — Андрей (1900, Псков — 1979) похоронен на кладбище Сент-Женевьев-де-Буа рядом с женой Анаидой Марковной, в девичестве Кастанян (1903—1976)[19].
  - Сын — Сергей (1902, Орёл — 1992, Базель)
  - Сын — Всеволод (1904, Ялта — 1966, Bussy-en-Othe, Бургундия, Франция)
  - Сын — Лев (1905, Симферополь — 1987, Ницца)
  - Дочь — Людмила (в замужестве Грудинская; 1908—2003), её муж Борис Григорьевич Грудинский (1900—1941) был внуком камер-фурьера Большого Кремлёвского дворца С. В. Инштетова[20]
  - Дочь — Наталия (в замужестве Кельберина; 1910 — ?), была замужем за поэтом Лазарем Израилевичем Кельбериным (1907—1975)

«... от всей моей политической деятельности и общественной работы не осталось почти никаких следов, а дружная семья, объединявшаяся на южном берегу Крыма, существует и до сей поры. И то ценное, что она дала моим детям, ими не растрачено…»

## В массовой культуре
В художественном многосерийном телевизионном фильме «Раскол» роль князя Оболенского сыграл Борис Дьяченко.

## Произведения
- Оболенский В. Партия народной свободы о земле. — Пг., 1917.
- Оболенский В. Крым при Деникине // На чужой стороне. Кн. VIII. Берлин — Прага, 1924.
- Оболенский В. Крым при Врангеле // На чужой стороне. Кн. IX. Берлин — Прага, 1925.
- Оболенский В. А. В земствах // Местное самоуправление. Вып. IV. Прага, 1927.
- Оболенский В. А. Очерки минувшего. Белград, 1931.
- Оболенский В. А. Моя жизнь. Мои современники. Париж: YMCA-PRESS. 1988. 754 c. (Всероссийская мемуарная библиотека)
- «Россия нуждается в успокоении»: Дневник князя В. А. Оболенского: 1921 год / Публикация Н. И. Канищевой, К. Г. Ляшенко, В. В. Шелохаева // Исторический архив. 2000. № 4. С. 57-104.